# 思草歌
『思草歌』(しぐさうた)は一青窈のライブ・ビデオ

## 解説
映像作品としては2006年の『一青窈 Yo & U Tour '06』より約2年ぶりとなる。
今回行われたライブは東京文化会館の音楽監督も務める指揮者の大友直人がプロデュースを担当する『POPULAR WEEK』の一環として企画されたイベントの1つであり、プロデューサーの武部聡志がピアノを担当し、「もらい泣き」や「ハナミズキ」を始めとしてアルバム『Key』収録曲を織り交ぜたセットリストとなっており、その当時の最新アルバムの楽曲をいち早くファンの耳に届けたアコースティック・ライブとなっているとの事。
また、今回のライブでは前後半の2部構成となっており、前半部は武部のピアノ伴奏のみをバックにした楽曲が披露され、後半部では弦楽四重奏やギター、パーカッションを加えたスタイルで披露されており、アンコールで披露された「アリガ十々」や「望春風」ではマイクを通さず、直接的に一青の生の声で披露されるなど、多様なスタイルと表現方法で展開され、独自の世界観を余す事なく表現された。

## 収録曲
1. 年年歳歳
2. ぱぱへ
3. あこるでぃおん
4. かざぐるま
5. 翡翠
6. ささやき並木
7. 大家
8. ひとりでに
9. もらい泣き
10. Key
11. ドミノ
12. つないで手
13. 宙ぶらりん
14. 栞
15. ハナミズキ
16. 受け入れて
17. 「ただいま」
18. アリガ十々
19. 望春風